# ジョーディー・バレット
ジョーディー・バレット（Jordie Barrett、1997年2月17日 - ）は、ユナイテッド・ラグビー・チャンピオンシップ、レンスターに所属するラグビーユニオン選手。

## プロフィール
- ニュージーランド・ニュープリマス出身。
- ポジションはウィング(WTB)、センター(CTB)、フルバック(FB)。
- 身長 196cm、体重 96kg[1]
- 兄のボーデン、スコットもラグビー選手[2]。
- U20ニュージーランド代表に選ばれたことがある[3]。
- ニュージーランド代表キャップは57（2024年10月現在）でラグビーワールドカップ2019・ラグビーワールドカップ2023のニュージーランド代表に選ばれた[4][5]。

## 略歴
カンタベリーを経て、2017年、ハリケーンズに加入。
2024年、レンスターに短期契約で加入。  